# Gesetz zur Hilfe und Unterbringung psychisch kranker Menschen
Das Gesetz zur Hilfe und Unterbringung psychisch kranker Menschen, kurz Psychisch-Kranken-Gesetz (PsychKG), war ein Landesgesetz in Schleswig-Holstein.
Das Gesetz regelte Hilfen für psychisch kranke Menschen und ihre Unterbringung in einem Krankenhaus.
2013 wurde eine Novelle diskutiert und mit Gesetz vom 7. Mai 2015 verabschiedet.
Das PsychKG ist mit Wirkung zum 24. Dezember 2020 durch das Gesetz zur Hilfe und Unterbringung von Menschen mit Hilfebedarf infolge psychischer Störungen (PsychHG) abgelöst worden.

## Statistik
In Schleswig-Holstein werden pro Jahr 4.000 Unterbringungen je 1.000.000 Einwohner vollzogen, davon die Hälfte nach PsychKG und die andere nach Betreuungsrecht. In den  einzelnen Bundesländer reicht die Quote von 900 bis 5.000 je 1.000.000 Einwohner und Jahr. Die Verteilung auf die Rechtsgrundlagen umspannt den Bereich von 7:1 bis 1:7.
Gerichts-Verfahren zur Unterbringung nach PsychKG wurden im Bundesdurchschnitt 2006 bis 2015 ca. 1.000 Verfahren je 1.000.000 Einwohner und Jahr durchgeführt.